# Varnava
Varnava (německy Warnow) je řeka v severovýchodním Německu, která protéká Meklenburskem-Předním Pomořanskem. Je dlouhá 130 km. Plocha povodí měří 3200 km².

## Průběh toku
Pramení v Meklenburském pojezeří a teče v členité dolině. Protéká přes řadu jezer a u Rostocku vytváří rozšíření připomínající jezero, které u Warnemünde přechází do Meklenburské zátoky Baltského moře.

## Využití
Vodní doprava je možná do Bützowa, přičemž do Rostocku mohou proplouvat i námořní lodě.